# Seewirt am Mattsee

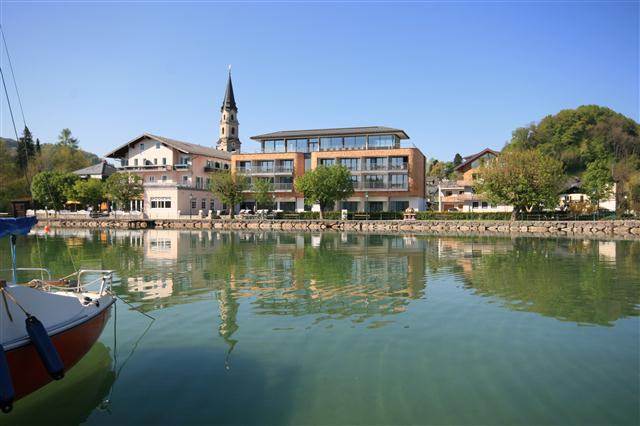
Seewirt

Der Seewirt am Mattsee ist ein Hotel in Mattsee, einer Gemeinde im Nordosten des Bundeslandes Salzburg. Er war Ort des ersten Seebades von Mattsee, dem Wallmannbad, und  damit Ausgangspunkt des bis heute bedeutenden Tourismus in Mattsee. Darüber hinaus war der Seewirt am Ende des Zweiten Weltkriegs vorübergehender Ort, an dem zu ihrer Sicherstellung die ungarische Stephanskrone und die dazugehörigen Kroninsignien des Königreichs Ungarn für mehrere Monate aufbewahrt wurden.

## Lage
Der Seewirt liegt in Mattsee an der Promenade am Südufer des gleichnamigen Sees, die in den 1930er Jahren für den Fremdenverkehr errichtet wurde.

## Geschichte

### Das Wallmannbad

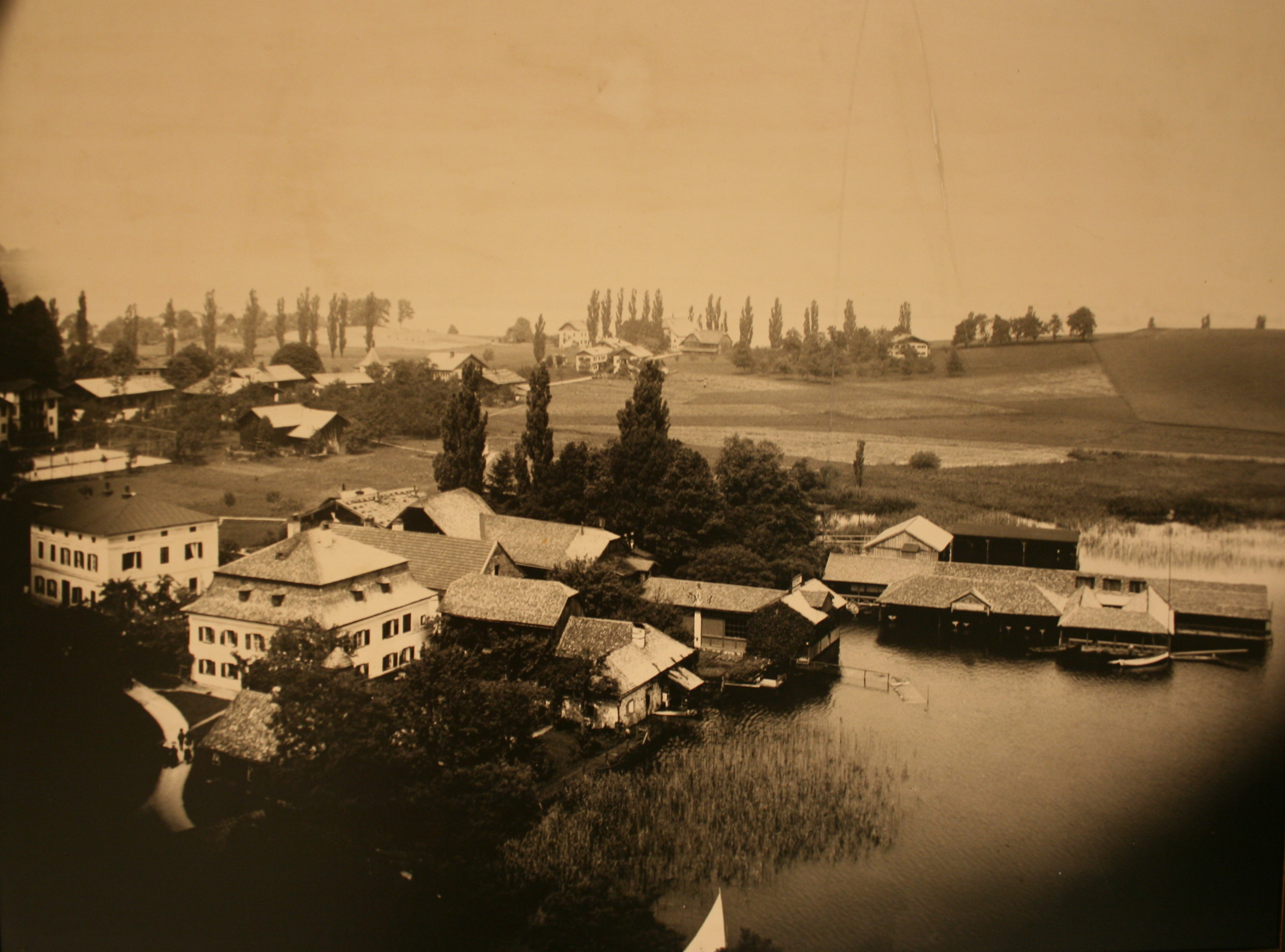
Wallmannsbad und Seewirt, um 1905

Am 10. Juli 1827 wurde Heinrich Wallmann im Haus des Seewirts geboren. Er gilt als Begründer des Tourismus in Mattsee
und brachte als k. u. k.-Stabsarzt ab 1855 die ersten Wiener Sommergäste zur Sommerfrische in den Ort. Ihm ist auch der Bau des ersten Seebades in Mattsee im Bereich der heutigen Promenade anzurechnen. Zum Geburtstag von Kaiser Franz Joseph am 18. August 1869 erfolgte die Eröffnung des Wallmannbades, einer „Badeanstalt von 11 Klaftern Länge und 3 Klaftern Breite, mit mehreren Holzkabinen und passender Einrichtung“.
Wallmann hat den Ort mit dem Fremdenführer Mattsee und seine Umgebung bekannt gemacht.
Zwischen 1870 und 1881 hatte das Wallmannsbad 4.000 einheimische Besucher und 26.000 Besuche von Urlaubsgästen zu verzeichnen.
Um 1919 wurde der Seewirt von der Familie Blüthl gekauft, die in den darauffolgenden Jahrzehnten immer wieder erweitert, umgebaut und renoviert hat und ihn noch heute besitzt.

### Die Ungarischen Kronjuwelen
Zum Ende des Zweiten Weltkrieges
flüchtete der ungarische Premier Ferenc Szálasi, ein Pfeilkreuzler (ungarische Patrioten), mit der ungarischen Stephanskrone und den Kroninsignien gemeinsam mit seinen Gefolgsleuten über Mariazell nach Mattsee, um die wertvollen Besitztümer des ungarischen Nationalstolzes vor dem Einbruch der russischen Armee zu schützen. Szalasi war in den Tagen, die er in Mattsee verbrachte, im Seewirt untergebracht. Er soll mit Blick auf den Unerseehügel logiert haben, links des Hotels, wo laut einer Anekdote Krone, Reichsapfel und Szepter anfangs vom Kommandanten der Kronwache, Oberst Pajtas, vergraben worden und sich von April bis Juni 1945 befunden haben sollen. Handrelique und Königsmantel, die man nicht vergraben konnte, wurden dem Stiftspfarrer Anton Strasser zur Aufbewahrung übergeben, einige Kisten mit königlichem Tafelbesteck kamen gegenüber dem Hotel in die Binhütte (Werkstatt der Fassbinder in Mattsee) und das Krönungsschwert war angeblich im Zellhof deponiert. Szalasi heiratete am 28. April 1945 in der Mattseer Stiftskirche, dann flüchtete mit seinem Gefolgsleuten weiter Richtung München und Augsburg, wo er von der amerikanischen Besatzungsmacht gestellt wurde. Der Kronschatz blieb jedoch in Mattsee, bis ihn die Amerikaner holten und in die USA brachten. Von dort wurde er erst im Jahre 1978 wieder an Ungarn zurückgegeben; allein die Handrelique wurde 1945 über Erzbischof Andreas Rohracher von Mattsee nach Ungarn zurückgebracht.
Dieser Episode wurde am 15. September 1983, 900 Jahre nach der Heiligsprechung von König Stephan, mit einem Denkmal gedacht, das von ungarischen Urlaubern gespendet worden war. Es stand zuerst am Unerseehügel und wurde 2010 in den Park des Schlosses Mattsee übersiedelt. An der Seepromenade ist seit 2005 ein weiteres diesbezügliches Denkmal aufgestellt.